# Andrzej Szewczyk

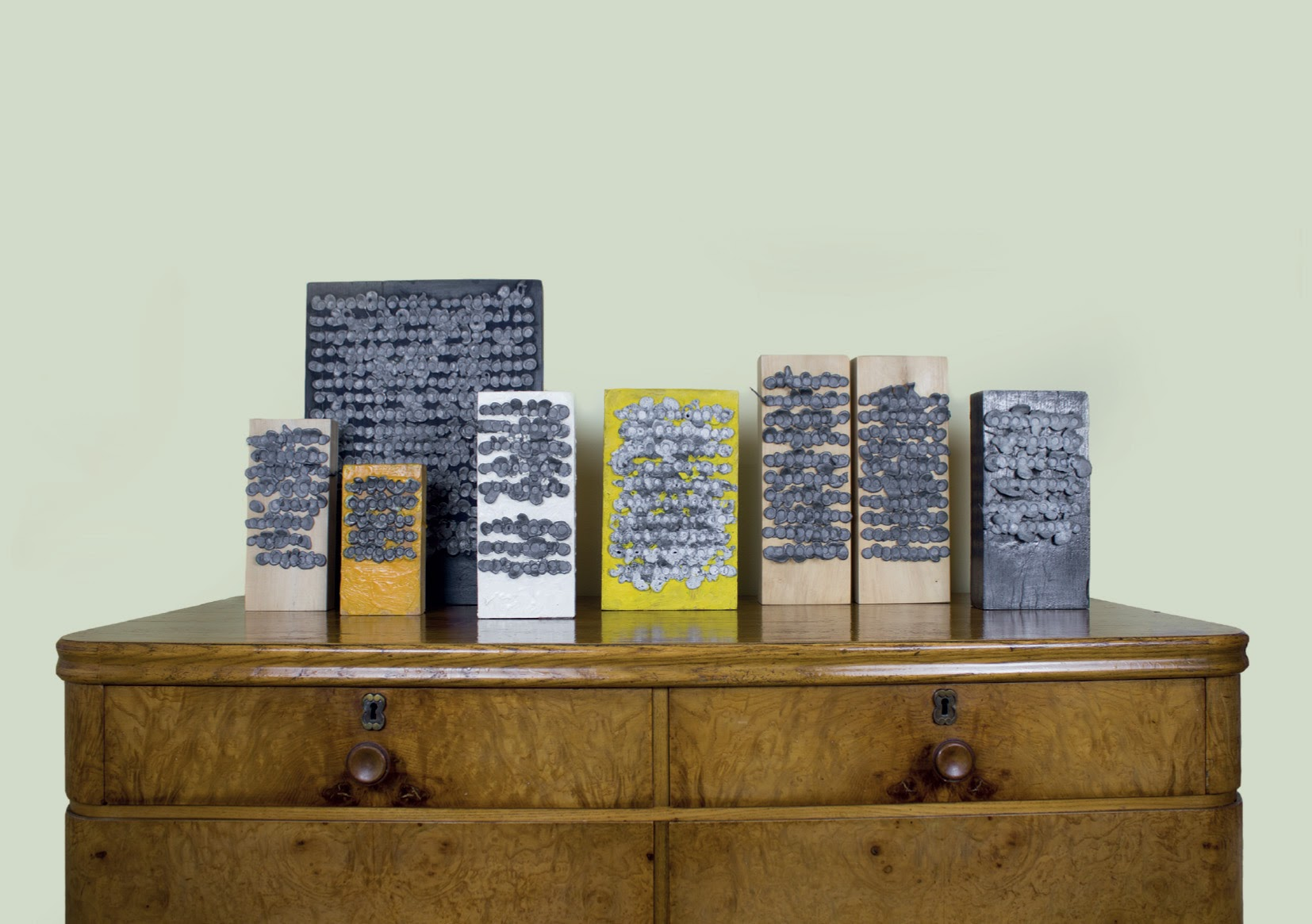
Andrzej Szewczyk, wybór prac

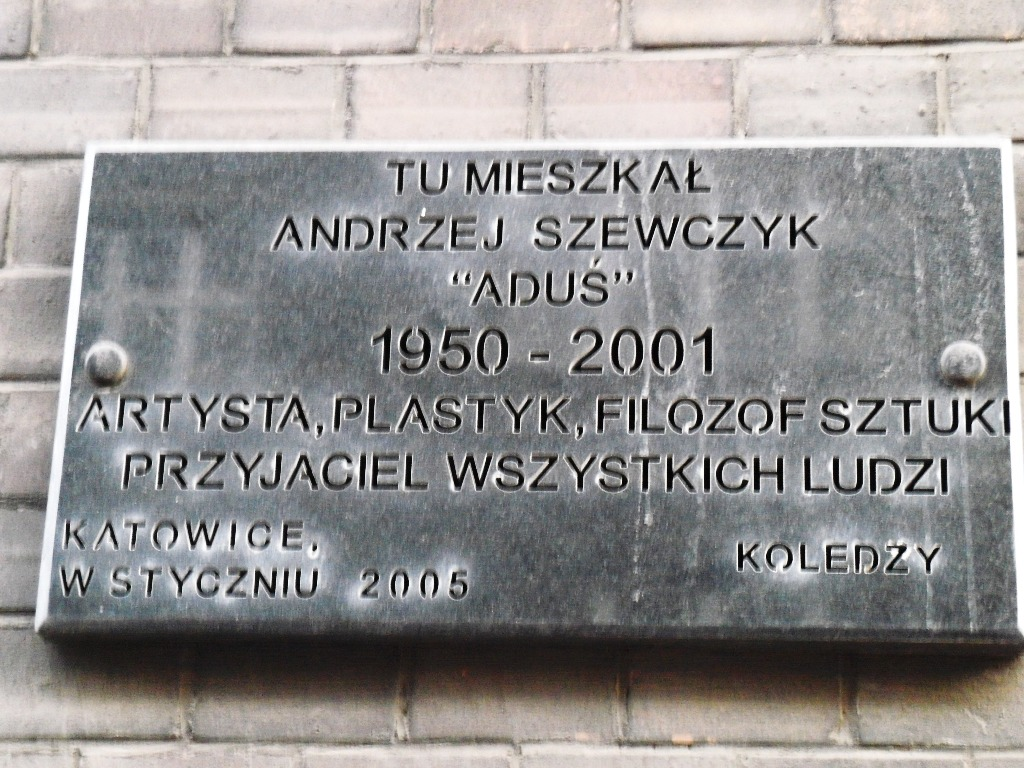
Tabliczka pamiątkowa ku czci Andrzeja Szewczyka na fasadzie budynku przy ul. Tadeusza Kościuszki 56 w Katowicach

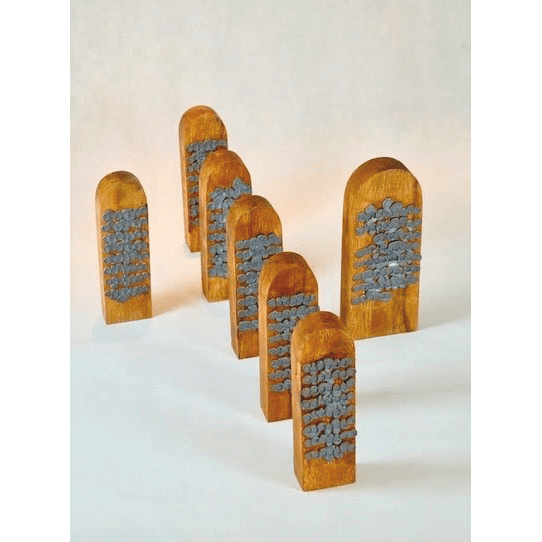
Andrzej Szewczyk, Biblioteka dla Mariany Alcoforado, 2001 z Latającego Uniwersytetu, 1993/1994. 7 woluminów (drewno, ołów, enkaustyka). Dzieło w kolekcji Simulart

Andrzej Szewczyk (ur. 16 marca 1950 w Szopienicach koło Katowic, zm. 29 września 2001 w Cieszynie) – polski artysta współczesny, uprawiający malarstwo, rzeźbę, rysunek i tworzący environments.

## Życiorys
W latach 1974−1978 studiował wychowanie plastyczne na Uniwersytecie Śląskim, filia w Cieszynie. Od 1977 związany z Galerią Foksal. Wystawiał w kraju i za granicą. Stała ekspozycja jego prac znajduje się w Muzeum Śląska Cieszyńskiego w Cieszynie.
W styczniu 2005 na fasadzie kamienicy przy ul. Tadeusza Kościuszki 56 w Katowicach, w której mieszkał, umieszczono pamiątkową tabliczkę.
25 maja 2017 roku Rada Miejska Cieszyna podjęła uchwałę o nadaniu jednej z ulic w Cieszynie imienia Andrzeja Szewczyka.

## Wybrane wystawy indywidualne
- 1971/72 – Malowidła na lustrach, Galeria Beanus, Sosnowiec
- 1973/74 – Malarstwo jest widoczne, Uniwersytet Śląski, Cieszyn
- 1978 – Malarstwo, Galeria pod prasą, Katowice
- 1978 – Malowidła z Chłopów, Galeria Foksal, Warszawa
- 1979 – Cztery książki, Galeria Foksal, Warszawa
- 1979 – Malarstwo, Galeria Foksal, Warszawa
- 1981 – Przestrzeń zawsze ta sama, czy rośnie czy maleje..., Galeria Foksal, Warszawa
- 1981 – Pięć stron świata, Galeria Foksal, Warszawa
- 1984 – Pomniki listów F. Kafki do F. Bauer, Galeria Foksal, Warszawa
- 1984 – Dom poety, Galeria Riviera-Remont, Warszawa
- 1984 – Przedmioty, którymi można, Galeria Riviera-Remont, Warszawa
- 1986 – Manuskrypty, Galeria Foksal, Warszawa, 1985, Muzeum Okręgowe w Chełmnie, Chełm
- 1987 – Biblioteka – Bazylika, Galeria Foksal, Warszawa
- 1988 – Wystawa retrospektywna, Muzeum Sztuki w Łodzi, Łódź
- 1989 – To była przyszłość oceanu, a to jest twoja przeszłość, Galeria Foksal, Warszawa
- 1989 – Biblioteka – Bazylika, Galeria Krzysztofory, Kraków
- 1989 – Pod wulkanem, Galeria Altair, Turyn
- 1990 – Biblioteka – Bazylika, Galeria Uniwersytecka, Cieszyn
- 1990 – Manuskrypty, Galeria Starmach, Kraków
- 1991 – Trzy biblioteki, Galeria Arsenał, Białystok
- 1992 – Malarstwo, Galeria Kronika, Bytom
- 1992 – Erotyki, Galeria Foksal, Warszawa
- 1993 – Nowe woluminy, Galeria Krzysztofory, Kraków
- 1994 – Utwory kameralne, Galeria Starmach, Kraków
- 1994 – Latający Uniwersytet, Galeria Miejsce, Cieszyn
- 1994/95 – Galeria Ucher, Kolonia
- 1995 – Plumbografie, Galeria Miejsce, Cieszyn
- 1995 – ...calamum in mente tinquebat..., Galeria Kronika, Bytom
- 1996 – Manuskrypty dla Titivilitariusa. Malowidła, Galeria Bielska BWA, Bielsko-Biała
- 1996 – ...calamum in mente tinquebat... = ...pióro maczał w umyśle... Galeria Sztuki Współczesnej BWA, Katowice
- 2001 – Biblioteka dla Mariany Alcoforado, Galeria Muzalewska, Poznań[2]
- 2002 – Wspomnienie, Galeria Sztuki Współczesnej „Szara”, Cieszyn, 2002
- 2005 – Czterdzieści malowideł („Wałki”), Galeria Muzalewska, Poznań[3]
- 2006 – Andrzej Szewczyk – Wierzę w przeżycie, Cieszyński Ośrodek Kultury „Dom Narodowy”, Cieszyn[4]
- 2007 – Malarstwo na lustrach, Galeria Foksal, Warszawa[5]
- 2012 – Rezonans. Nad Kaczycami frunie 27 bocianów. Andrzejowi Szewczykowi – przyjaciele, wystawa prezentowana równolegle w Centrum Kultury Zamek w Poznaniu oraz w Galerii Muzalewska, Poznań[6]
- 2017 – Andrzej Szewczyk – Fragmenty Archiwum, Zamek Cieszyn[7]
- 2018 – Zmysłowa Materia Obrazu, Galeria Szydłowski, Warszawa, 21 września – 16 listopada 2018, wystawa towarzyszy Warsaw Gallery Weekend, 2018[8]
- 2020 – Obrazy pisane, Connaisseur, Kraków[9]
- 2020/ 2021 – Słowa nasycone doświadczeniem. Andrzej Szewczyk z kolekcji Simulart, Państwowa Galeria Sztuki, Sopot[10]
- 2022 – Artysta jest argumentem – Andrzej Szewczyk 1950 – 2001, Galeria Bielska BWA, Bielsko-Biała[11]

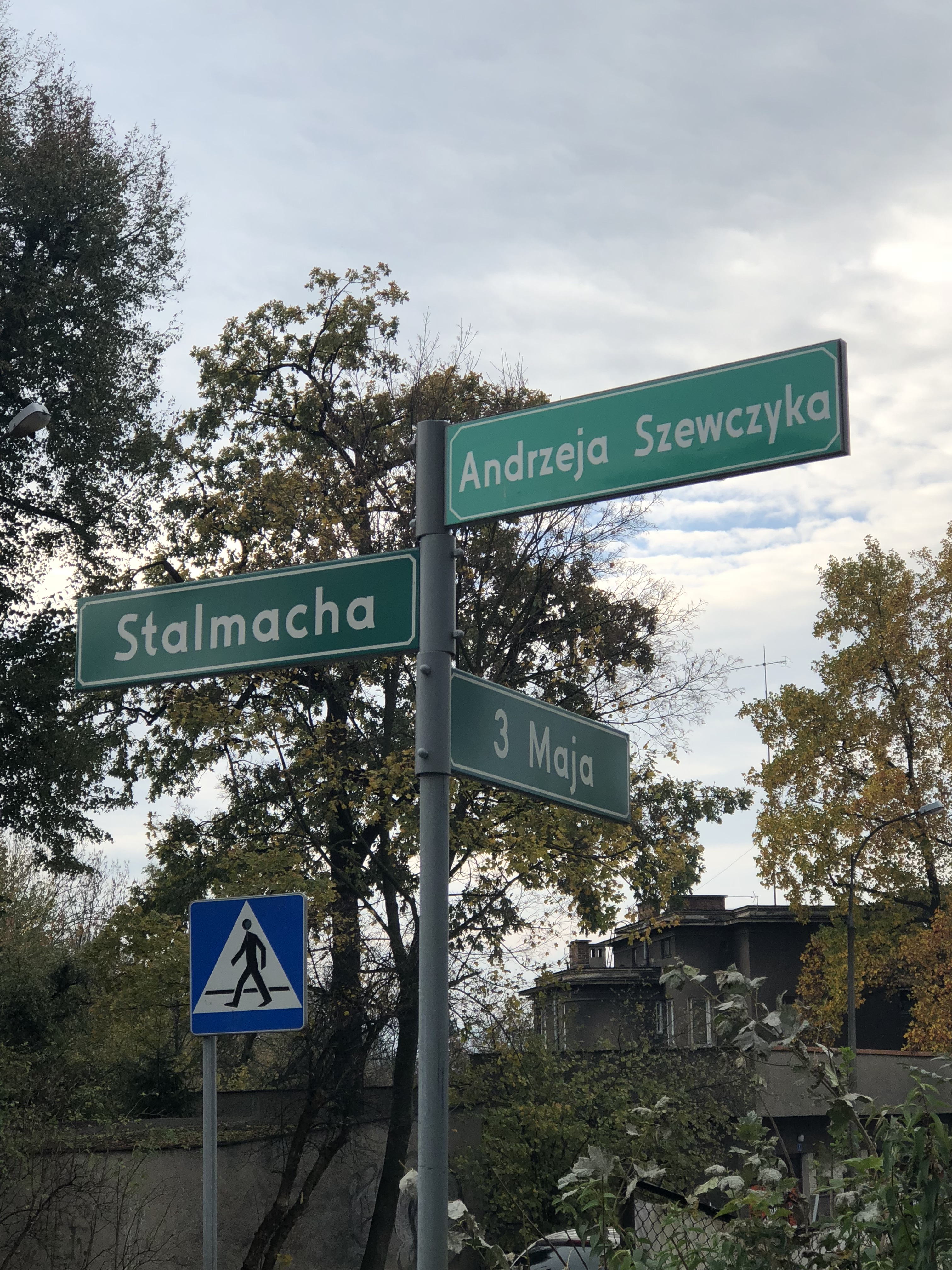
Ulica Andrzeja Szewczyka, Cieszyn

## Wybrane wystawy zbiorowe
- 1980 – 11. Biennale des Jeunes Artistes, Centre Georges Pompidou, Paryż
- 1981 – 16. Biennale w São Paulo
- 1981 – Air Gallery, Londyn
- 1982 – 12. Biennale des Jeunes Artistes, Centre Georges Pompidou, Paryż
- 1983 – Desenhos de dez Artistas Poloneses MAC, São Paulo
- 1984 – Galeria Foksal, Warszawa
- 1984 – Artyści w Galerii RR w 1984r., Galeria RR, Warszawa[12]
- 1985 – 4 Foksal Gallery Artists, Richard Demarco Gallery, Edynburg
- 1986 – Kunst uit Polen, Galerie Nouvelles Images, Haga
- 1986 – Geometry and Expression, Parko Eleftherias, Ateny
- 1987 – Geometria i Ład, Galeria 27, Chełm
- 1988 – Polish Realites, Third Eye Centre, Glasgow
- 1988 – VII Biennale of Sydney
- 1988 – Galerie Johanna Ricard, Norymberga
- 1988 – Rzeźba w ogrodzie, ogród SARP, Warszawa
- 1989 – Wurzeln Treiben, Kunsterhaus, Berlin
- 1989 – Vision and Unity, Van Reekum Museum, Apeldoorn
- 1990 – Polnische Bucher und Kunstverlage der Achtziger, Kampnagelfabrik, Hamburg; Kunstpalast, Düsseldorf
- 1990 – Książka i co dalej, Biblioteka im. Raczyńskiego, Poznań
- 1991 – Kolekcja sztuki XX wieku w Muzeum Sztuki w Łodzi, Galeria Zachęta, Warszawa
- 1991 – Szkic do Galerii Sztuki Współczesnej, Muzeum Narodowe, Warszawa
- 1992 – Książki i strony, Centrum Sztuki Współczesnej Zamek Ujazdowski, Warszawa
- 1992 – 5. Międzynarodowe Triennale Rysunku, Muzeum Architektury, Wrocław
- 1992 – Muzeum Sztuki w Łodzi 1931-1992, Musee d'Art Contemporain, ELAC, Lyon
- 1992 – Bielska Jesień, Galeria Bielska BWA, Bielsko-Biała
- 1993 – Miejsca – Galeria Sztuki Współczesnej BWA, Częstochowa
- 1993 – Książki i strony, Centrum Sztuki Współczesnej Zamek Ujazdowski, Warszawa
- 1994 – Pustynna Burza, Galeria Sztuki Współczesnej BWA, Katowice
- 1994 – Europa, Europa, Kunst- und Austellungshalle der BRD, Bonn
- 1995 – Andrzej Szewczyk. Tomasz Wawak – K. Niemczykowi, Galeria AT, Poznań[13]
- 1996 – Fober, Molenda, Szewczyk, Lucerna
- 1996 – 14 Polish Contemporary Artists, Sonje Museum, Kwangju Museum of Contemporary Art, Gwangju
- 1997 – 14 Polish Contemporary Artists, Chosun IIbo Gallery, Chosun
- 1997 – Art from Poland 1945-1996, Mucsarnok, Budapeszt
- 1998 – W poszukiwaniu straconej litery, Centrum Rzeźby Polskiej, Orońsko
- 1998 – 350 km szybkiej jazdy samochodem, Galeria Foksal, Warszawa
- 1999 – Pełzająca rewolucja, Galeria Foksal, Warszawa
- 2000 – Nie-wyobraźnia, Galeria Miejska, Wrocław
- 2000 – W kręgu Kroniki, Galeria Arsenał, Białystok
- 2001 – Wokół znaku, Galeria Sztuki Współczesnej BWA, Katowice
- 2001 – Depozyt Galerii Foksal, Centrum Sztuki Współczesnej Zamek Ujazdowski, Warszawa
- 2001 – Kolekcja 4, Centrum Sztuki Współczesnej Zamek Ujazdowski, Warszawa
- 2001 – Prywatne przestrzenie, Galeria Sektor I, Katowice
- 2001 – Oblicza śmierci we współczesnej sztuce polskiej. VIII Biennale Wobec Wartości, Galeria Sztuki Współczesnej BWA, Katowice
- 2002 – artEfakty, Galeria Kronika, Bytom
- 2003 – Katowicki underground artystyczny po 1953 roku, Galeria Sztuki Współczesnej BWA, Katowice
- 2003 – Kolekcja II – Prezentacja Prac ze zbiorów Galerii Arsenał w Białymstoku, Muzeum Narodowe w Szczecinie[14]
- 2006 – Polskie awangardy. Dialogi historyczne od czasów Malewicza, Muzeum Matisse’a w Cateau-Cambrésis, Francja[15]
- 2007 – GK Collection #1, Galeria Stary Browar, Poznań
- 2007 – Znaki czasu. Śląska Kolekcja Sztuki Współczesnej, Galeria Arsenał, Białystok[16]
- 2009 – Kolekcja. 20 lat Galerii Starmach, Muzeum Narodowe, Kraków
- 2009 – We See You. The Activities of Foksal Gallery 1966–1989, Kumu Art Museum, Tallinn[17]
- 2010 – Obraz kolekcji, Galeria Arsenał, Białystok
- 2010 – Wystawa Kuratorska "Bielskiej Jesieni" – 50 obrazów, Galeria Bielska BWA, Bielsko-Biała[18]
- 2015 – Kolekcja Skłudzewska, 25-lecie Fundacji Piękniejszego Świata w Skłudzewie, Wydział Sztuk Pięknych UMK, Toruń[19]
- 2015  – Książka i co dalej. 25 lat. Galeria Atanazego, Biblioteka Raczyńskich, Poznań[20]
- 2016 – Nieczytelność. Konteksty pisma, Galeria Art Stations, Poznań[21]
- 2016 – Dlaczego boimy się zachodów słońca?, Gdańska Galeria Miejska 2, Gdańsk[22]
- 2016 – Eksplozja litery, Galeria Rondo Sztuki, Katowice[23]
- 2016 – Nieczytelność. Palimpsesty, Muzeum „Pana Tadeusza”, Wrocław[24]
- 2017 – 283 x 100 x 27, 12 x 6 x 5. Artyści z kolekcji, Atlas Sztuki, Łódź[25]
- 2017 – Interferencje– wernisaż jednej pracy, Muzeum Zamek, Oświęcim[26]
- 2017 – Wyspy i atole: mapowanie wyobraźni, Galeria Sztuki Wozownia, Toruń[27]
- 2017 – Linia i chaos — kompozycje przestrzenne świata, Galeria Sztuki Współczesnej BWA, Katowice[28]
- 2018 – Prace obojętne – Bartosz Kokosiński, Andrzej Szewczyk, Galeria Sztuki im. Jana Tarasina, Kalisz[29]
- 2018 – Jerzy Wroński i przyjaciele, Galeria Sztuki Współczesnej BWA, Katowice[30]
- 2018 – PiekłoNiebo, Łemkowskie Jeruzalem, Galeria Sztuki w Legnicy, Legnica[31]
- 2019 – Sztuka to wartość. Z kolekcji PKO Banku Polskiego, Muzeum Narodowe, Warszawa[32][33]
- 2019 – XVIII Łemkowskie Jeruzalem, Miejska Galeria Sztuki, Galeria Willa, Łódź[34]
- 2019 – XVIII Łemkowskie Jeruzalem PiekłoNiebo, Miejskie Biuro Wystaw Artystycznych w Lesznie[35]
- 2019 – Nigdy nie namalowałem obrazu, Galeria Lokal_30[36], Warszawa[37]
- 2019 – Korzenie współczesności – Wystawa sztuki współczesnej[38], Sosnowieckie Centrum Sztuki – Zamek Sielecki, Sosnowiec[39]
- 2019/2020 – Tam, gdzie Ciebie nie ma, Trafostacja Sztuki w Szczecinie[40]
- 2020 – Meldunek stały. Sympozjum realnych postaw, Miejska Galeria Sztuki Współczesnej 12[41], Dom Narodowy w Cieszynie[42]
- 2021 – Rzeźba w poszukiwaniu miejsca, Zachęta – Narodowa Galeria Sztuki, Warszawa[43]
- 2021 – 72/21. Kolekcja Galerii 72, Kordegarda. Galeria Narodowego Centrum Kultury, Warszawa[44]
- 2021 – TSIL (w dialogu z Andrzejem Szewczykiem)[45], Rondo Sztuki, Katowice[46]
- 2021 – Cudowność powtarzania czegokolwiek, Art Agenda Nova, Kraków[47]
- 2022 – Poza Edenem. Sztuka współczesna ze zbiorów Muzeum Śląskiego w Katowicach, Muzeum Śląskie w Katowicach[48]
- 2022 – WORLD(S). Wystawa w ramach Triennale Rysunku Wrocław 2022, BWA Wrocław Główny[49]
- 2022 – Deski-Obrazy-Słowa, Galeria CKiS Wieża Ciśnień, Konin[1]
- 2022 – Kolekcja Grzegorza Schmidta, Galeria Sztuki Współczesnej BWA, Katowice[50]
- 2022 – deszcz, upał, śnienie... Kolekcja Sztuki Współczesnej, Biuro Wystaw Artystycznych, Olsztyn[51]
- 2023 – Medycyna kolekcji, BWA Bydgoszcz[52]
- 2023/2024 – Powtórzyć, przypomnieć, Roma Hałat | Andrzej Szewczyk, HOS Gallery, Warszawa[53]
- 2025 - Szukając początku, Galeria Szydłowski, Warszawa[54]
- 2025 - Nie pytaj o Polskę. Z kolekcji K. Szafrańskiej i W. Szafrańskiego, CSW, Toruń[55]

## Prace Andrzeja Szewczyka w kolekcjach
- Muzeum Sztuki w Łodzi[56]
- Muzeum Narodowe w Warszawie[57]
- Zachęta Narodowa Galeria Sztuki, Warszawa[58]
- Muzeum Sztuki Współczesnej MOCAK, Kraków[59]
- Muzeum Sztuki Nowoczesnej, Warszawa[60]
- Muzeum Narodowe we Wrocławiu[61]
- Centrum Rzeźby Polskiej W Orońsku[62]
- Muzeum Śląska Cieszyńskiego, Cieszyn[63]
- Muzeum Narodowe w Poznaniu[64]
- Galeria Bielska BWA, Bielsko-Biała[65]
- Muzeum Ziemi Chełmskiej, Galeria 77, Chełm[66]
- Muzeum Górnośląskie, Bytom[67]
- Muzeum – Zamek Górków, Szamotuły[68]
- Muzeum Jerke, Recklinghausen[69]
- Muzeum Susch, Grażyna Kulczyk, Susch[70]
- CSW Zamek Ujazdowski, Warszawa[71]
- Kolekcja Sztuki PKO[72]
- Kolekcja Galerii Starmach, Fundacja Nowosielskich, Kraków[73]
- Kolekcja Simulart – Andrzej Szewczyk[74]
- Fundacja Rodziny Staraków, Spectra Art Space, Warszawa[75]
- Kolekcja Madelskich, Poznań[76]
- Galeria Arsenał, Białystok[77]
- Galeria Foksal, Warszawa[78]
- Publiczna Kolekcja Sztuki Miasta Warszawy[79]
- Śląskie Towarzystwo Zachęty Sztuk Pięknych, Katowice[80]
- Zamek w Cieszynie[81]
- Dela.art Collection[82]
- Kolekcja Katarzyny Szafrańskiej i Wojciecha Szafrańskiego